# Tiptonville
Tiptonville é uma cidade  localizada no estado norte-americano de Tennessee, no Condado de Lake.

## Demografia
Segundo o censo norte-americano de 2000, a sua população era de 2439 habitantes.
Em 2006, foi estimada uma população de 4033, um aumento de 1594 (65.4%).

## Geografia
De acordo com o United States Census Bureau tem uma área de
3,7 km², dos quais 3,7 km² cobertos por terra e 0,0 km² cobertos por água. Tiptonville localiza-se a aproximadamente 88 m acima do nível do mar.

## Localidades na vizinhança
O diagrama seguinte representa as localidades num raio de 20 km ao redor de Tiptonville.